# Parque natural de Sibalom
El Parque natural de Sibalom es un área protegida de 5.511,47 hectáreas ( 13,619.1 hectáreas ) en las Filipinas, concretamente en la isla de Panay , en el municipio de Sibalom , Provincia de Antique. Fue proclamado un parque natural el 23 de abril de 2000. Es considerado como uno de los últimos bosques de tierras bajas que quedan en Panay.
El parque fue establecido por primera vez el 28 de junio de 1990 como la  Reserva Forestal de la Cuenca de los ríos Tipulu - An Mau que cubría 7.737 hectáreas ( 19.120 acres) de un espacio natural importante.
El parque natural Sibalom se extiende sobre dieciséis barangays (aldeas) en Sibalom. Se encuentra a 36 kilómetros ( 22 millas) al este de la capital de la provincia de Antique , San José de Buenavista , y a unos 140 kilómetros ( 87 millas) al oeste de la ciudad de Iloilo . El parque se organiza en torno al área de la cuenca de los ríos Tipulu - An Mao que son afluentes del río Sibalom .